# Nitrato reductasa (quinona)
La nitrato reductasa (quinona) (EC 1.7.5.1) es una enzima que cataliza la siguiente reacción química:
Por lo tanto los dos sustratos de esta enzima son nitrato, y un quinol; mientras que sus tres productos son nitrito, quinona, y agua.

## Clasificación
Esta enzima pertenece a la familia de las oxidorreductasas, más específicamente a aquellas oxidorreductasas que actúan utilizando compuestos nitrogenados como dadores de electrones y con una quinona o compuesto similar como aceptor.

## Nomenclatura
El nombre sistemático de esta clase de enzimas es nitrito:quinona oxidorreductasa. Otros nombres de uso común pueden ser nitrato reductasa A, nitrato reductasa Z, quinol/nitrato oxidorreductasa, quinol-nitrato oxidorreductasa, quinol:nitrato oxidorreductase, NarA, NarZ, NarGHI.

## Estructura y función
Se trata de una enzima unida a membrana que permite la respiración anaeróbica basada en el nitrato bajo condiciones anaeróbicas y en presencia de nitrato. Contiene la forma bicíclica del cofactor molibdo-bis(molibdopterina guanina dinucleótido), agrupaciones hierro-azufre y un heme b. La bacteria Escherichia coli expresa dos formas de esta enzima NarA y NarZ, ambas se encuentran formadas por tres subunidades.